# Stefano Ghisolfi
Stefano Ghisolfi (* 18. února 1993 Turín) je italský reprezentant ve sportovním lezení, vítěz Melloblocca, mistr Itálie a vítěz Italských pohárů, závodí ve lezení na obtížnost, rychlost i boulderingu.
Závodnímu lezení se věnuje také jeho sestra Claudia Ghisolfi, mistryně Itálie ve třech disciplínách.

## Výkony a ocenění
- 2010-2014: pětinásobný vítěz Italského poháru v lezení na obtížnost, dvakrát v boulderingu
- 2012 a 2016: dvě nominace na Světové hry, účastnil se jen v roce 2013
- 2013 a 2016: vítěz Melloblocca, mezinárodních boulderingových závodů v přírodě
- 2013, 2014, 2016: nominace na mezinárodní prestižní závody Rock Master v italském Arcu
- 2010-2017: šest vítězství na mistrovství Itálie (pět v lezení na obtížnost)
- 2017: nominace na Wild Country Rock Award za výkony ve skalách
- 2017,2018: stříbro v celkovém hodnocení světového poháru

### Závodní výsledky
| Světové hry | Světové hry |
| Rok         | 2013        |
| ----------- | ----------- |
| Obtížnost   | 7           |

| Arco Rock Master    | Arco Rock Master | Arco Rock Master | Arco Rock Master |
| Rok                 | 2013             | 2014             | 2016             |
| ------------------- | ---------------- | ---------------- | ---------------- |
| Lezení na obtížnost |                  | 10               |                  |
| Duel                | 2                |                  | 6                |

| Melloblocco | Melloblocco | Melloblocco |
| Rok         | 2013        | 2016        |
| ----------- | ----------- | ----------- |
| Bouldering  | 1           | 1           |

| Mistrovství světa | Mistrovství světa | Mistrovství světa | Mistrovství světa | Mistrovství světa |
| Rok               | 2011              | 2012              | 2014              | 2016              |
| ----------------- | ----------------- | ----------------- | ----------------- | ----------------- |
| Obtížnost         | 27                | 16                | 10                | 7                 |
| Rychlost          | 30                | 33                | —                 | —                 |
| Bouldering        | 25                | 16                | —                 | —                 |

| Světový pohár ve sportovním lezení | Světový pohár ve sportovním lezení | Světový pohár ve sportovním lezení | Světový pohár ve sportovním lezení | Světový pohár ve sportovním lezení | Světový pohár ve sportovním lezení | Světový pohár ve sportovním lezení | Světový pohár ve sportovním lezení | Světový pohár ve sportovním lezení | Světový pohár ve sportovním lezení | Světový pohár ve sportovním lezení |
| Rok                                | 2009                               | 2010                               | 2011                               | 2012                               | 2013                               | 2014                               | 2015                               | 2016                               | 2017                               | 2018                               |
| ---------------------------------- | ---------------------------------- | ---------------------------------- | ---------------------------------- | ---------------------------------- | ---------------------------------- | ---------------------------------- | ---------------------------------- | ---------------------------------- | ---------------------------------- | ---------------------------------- |
| Obtížnost                          | 0                                  | 21-22                              | 24                                 | 10                                 | 10                                 | 9                                  | 9                                  | 4                                  | 2                                  | 2                                  |
| jednotlivě (5/4/2)*                | x                                  | x                                  | x                                  | Bronzová medaile                   | x                                  | ,6,18,, · 6,8,16, · 25,7,          | x                                  | 4,,9, · 6,9, · 9,                  | 5,7,, · ,18,, · 7,11               | ,5, · , · 5,,4                     |
|                                    |                                    |                                    |                                    |                                    |                                    |                                    |                                    |                                    |                                    |                                    |
| Rychlost                           | 17                                 | 30                                 | 38                                 | —                                  | —                                  | —                                  | —                                  | —                                  | —                                  |                                    |
| jednotlivě*                        | x                                  | x                                  | x                                  | —                                  | —                                  | —                                  | ,37,                               | —                                  | —                                  |                                    |
|                                    |                                    |                                    |                                    |                                    |                                    |                                    |                                    |                                    |                                    |                                    |
| Bouldering                         | —                                  | —                                  | 0                                  | —                                  | 0                                  | 30-32                              | —                                  | —                                  | —                                  |                                    |
| jednotlivě*                        | —                                  | —                                  | ,43,27,                            | —                                  | ,45,                               | ,6,                                | —                                  | —                                  | —                                  |                                    |
|                                    |                                    |                                    |                                    |                                    |                                    |                                    |                                    |                                    |                                    |                                    |
| Kombinace                          | —                                  | 10                                 | 10                                 | —                                  | —                                  | 4                                  | —                                  | —                                  | 9                                  |                                    |

* Pozn.: nalevo jsou poslední závody v roce
* Pozn.: v roce 2017 se kombinace počítala i za jednu disciplínu
| Mistrovství Evropy | Mistrovství Evropy | Mistrovství Evropy | Mistrovství Evropy | Mistrovství Evropy |
| Rok                | 2010               | 2013               | 2015               | 2017               |
| ------------------ | ------------------ | ------------------ | ------------------ | ------------------ |
| Obtížnost          | 37                 | 16                 | 7                  | 10                 |
| Rychlost           | 18                 | 32                 | 26                 | —                  |
| Bouldering         | 3                  | 35                 | 35                 | —                  |

| Mistrovství Itálie | Mistrovství Itálie | Mistrovství Itálie | Mistrovství Itálie | Mistrovství Itálie | Mistrovství Itálie | Mistrovství Itálie | Mistrovství Itálie | Mistrovství Itálie | Mistrovství Itálie |
| Rok                | 2008               | 2010               | 2011               | 2012               | 2013               | 2014               | 2015               | 2016               | 2017               |
| ------------------ | ------------------ | ------------------ | ------------------ | ------------------ | ------------------ | ------------------ | ------------------ | ------------------ | ------------------ |
| Obtížnost          |                    |                    | 2                  | 1                  | 1                  | 1                  | 1                  | 2                  | 1                  |
| Rychlost           | 2                  | 1                  | 2                  |                    |                    |                    |                    |                    |                    |
| Bouldering         |                    | 3                  |                    |                    |                    |                    |                    |                    |                    |

| Italský pohár | Italský pohár | Italský pohár | Italský pohár | Italský pohár | Italský pohár |
| Rok           | 2010          | 2011          | 2012          | 2013          | 2014          |
| ------------- | ------------- | ------------- | ------------- | ------------- | ------------- |
| Obtížnost     | 1             | 1             | 1             | 1             | 1             |
| Bouldering    | 1             |               | 1             |               |               |

| Mistrovství světa juniorů | Mistrovství světa juniorů | Mistrovství světa juniorů | Mistrovství světa juniorů | Mistrovství světa juniorů |
| Rok                       | 2008 kat B                | 2009 kat A                | 2010 kat A                | 2011 junioři              |
| ------------------------- | ------------------------- | ------------------------- | ------------------------- | ------------------------- |
| Obtížnost                 | 5                         |                           | 3                         | 3                         |
| Rychlost                  | 5                         | 6                         | 5                         |                           |

| Mistrovství Evropy juniorů | Mistrovství Evropy juniorů |
| Rok                        | 2012 junioři               |
| -------------------------- | -------------------------- |
| Obtížnost                  | 3                          |

| Evropský pohár juniorů | Evropský pohár juniorů | Evropský pohár juniorů | Evropský pohár juniorů | Evropský pohár juniorů |
| Rok                    | 2008 kat B             | 2009 kat A             | 2010 kat A             | 2011 junioři           |
| ---------------------- | ---------------------- | ---------------------- | ---------------------- | ---------------------- |
| Obtížnost              | 3                      | 3                      | 2                      | 2                      |
| jednotlivě*            |                        |                        |                        |                        |
|                        |                        |                        |                        |                        |
| Rychlost               |                        |                        |                        | 3                      |
| jednotlivě*            |                        |                        |                        |                        |

* Pozn.: nalevo jsou poslední závody v roce